# Bert Hadley
Bert Hadley (ur. 12 kwietnia 1882 w  Walla Walla, zm. 30 grudnia 1968 w  Los Angeles) – amerykański aktor filmowy epoki kina niemego.